# Faches-Thumesnil
Faches-Thumesnil ist eine französische Gemeinde mit 18.310 Einwohnern (Stand 1. Januar 2022) im Département Nord in der Region Hauts-de-France. Sie gehört zum Arrondissement Lille und zum Kanton Faches-Thumesnil.

## Geografie
Die Gemeinde Faches-Thumesnil ist ein südlicher Vorort von Lille. Sie ist mit Lillr und der Stadt Ronchin baulich zusammengewachsen. Anders als im nahen Französischen Kohlerevier besteht die Bausubstanz hauptsächlich aus Ein- bis Zweifamilienhäusern, die größtenteils aus weißem Kalkstein gebaut sind, der in der Gegend gebrochen wurde.

## Geschichte
Die Geschichte der Stadt reicht bis ins 10. Jahrhundert zurück. Faches wird erstmals in einer Schenkungsurkunde von 1104 urkundlich erwähnt, Thumesnil erstmals 1184 in einem Güterverzeichnis. Bis zur Französischen Revolution herrschten die Könige von Estimaux über Faches. 1846 erreichte die Eisenbahn die Orte – die Station erhielt schon damals den Doppelnamen. 1913 schlossen sich Faches und Thumesnil zur heutigen Gemeinde zusammen.

### Bevölkerungsentwicklung
| Jahr                       | 1962   | 1968   | 1975   | 1982   | 1990   | 1999   | 2011   | 2020   |
| Einwohner                  | 12.095 | 16.801 | 18.645 | 16.931 | 15.774 | 15.902 | 17.590 | 18.160 |
| Quellen: Cassini und INSEE |        |        |        |        |        |        |        |        |

## Kultur und Sehenswürdigkeiten
Neben Sportstätten für alle Bereiche verfügt Faches-Thumesnil über ein modernes Kulturzentrum. Das Vereinsleben ist mit 8000 Mitgliedern in ca. 110 Vereinen rege.

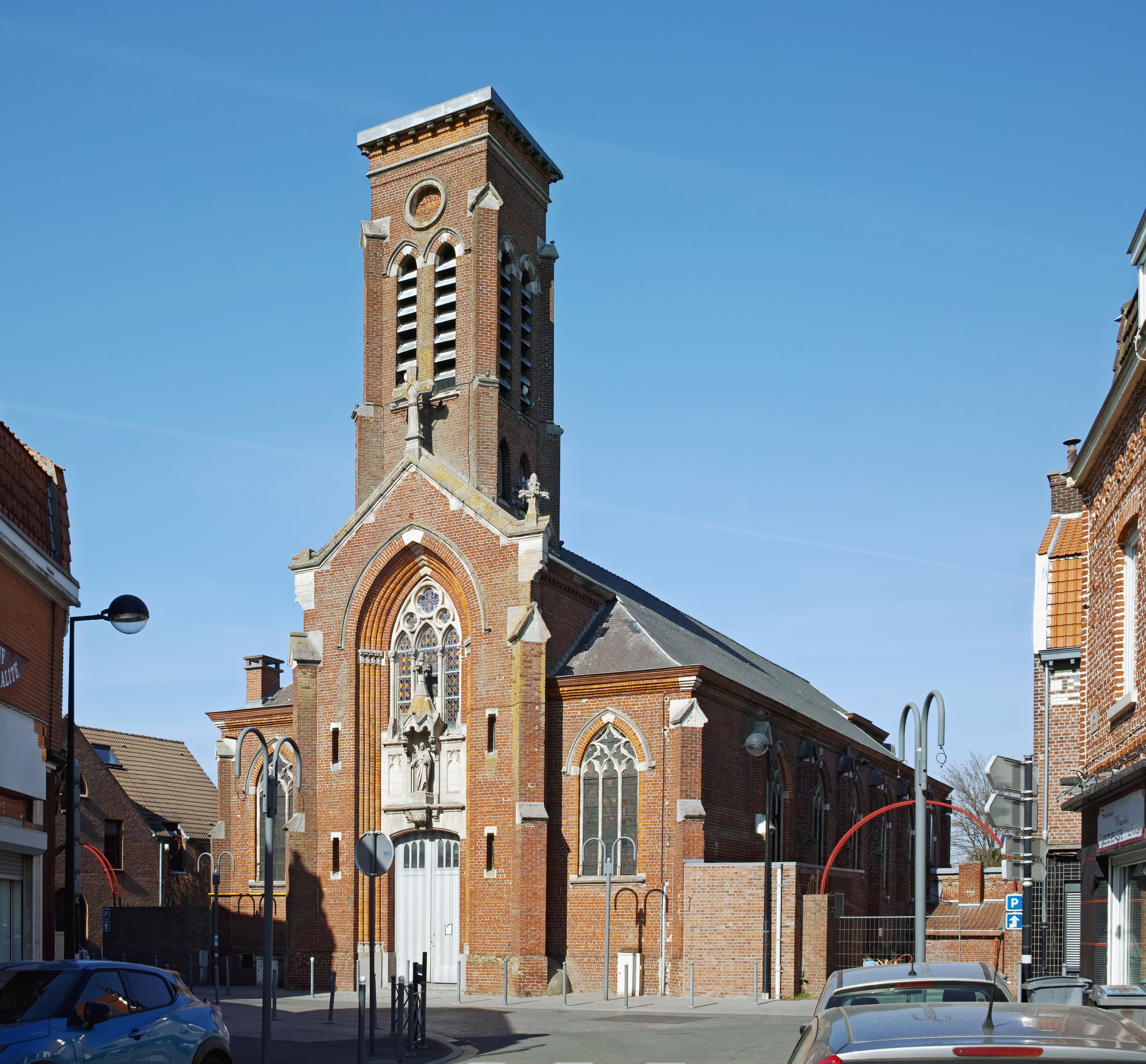
Kirche Sacre-Coeur
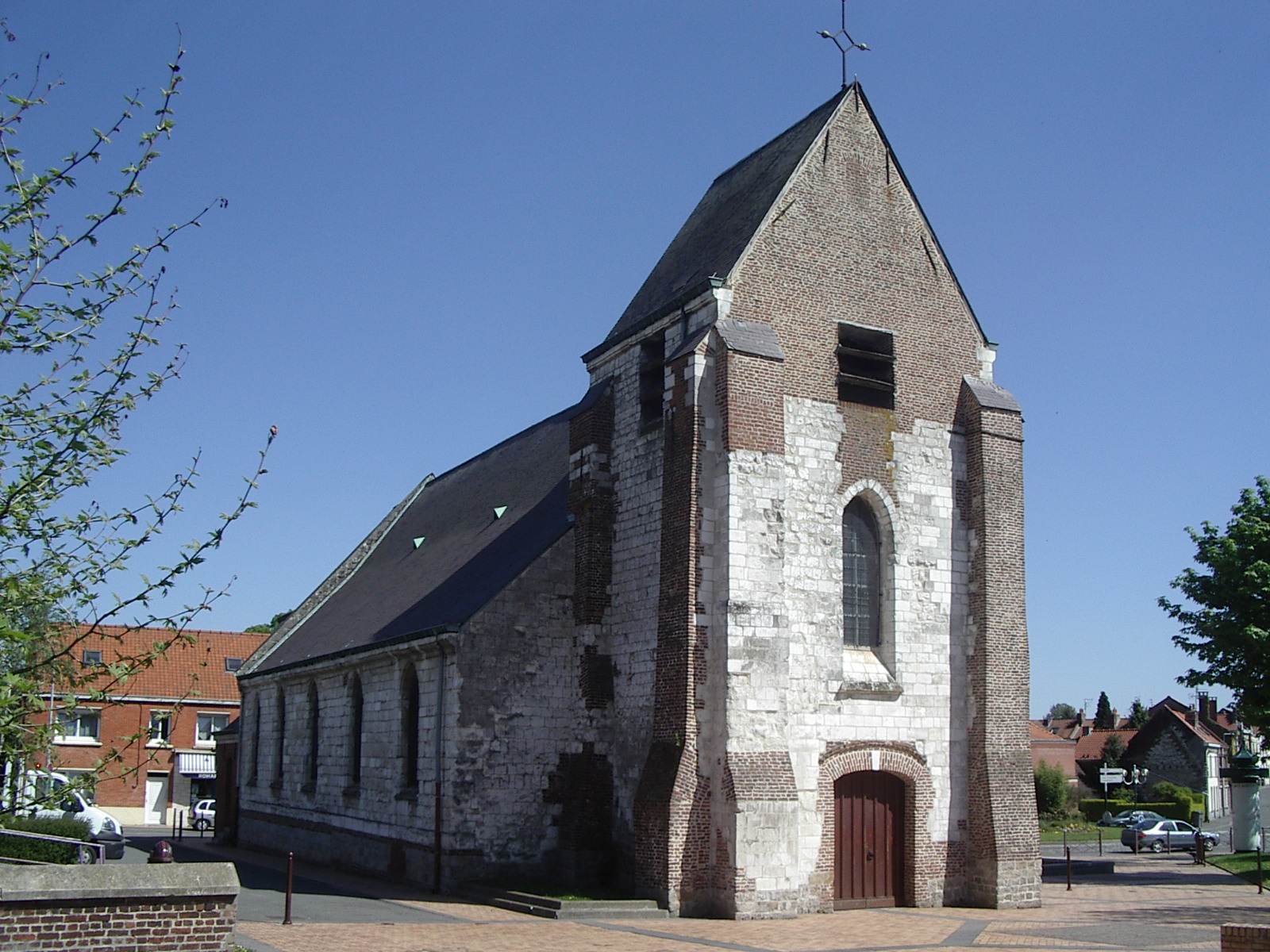
Kirche Sainte-Marguerite
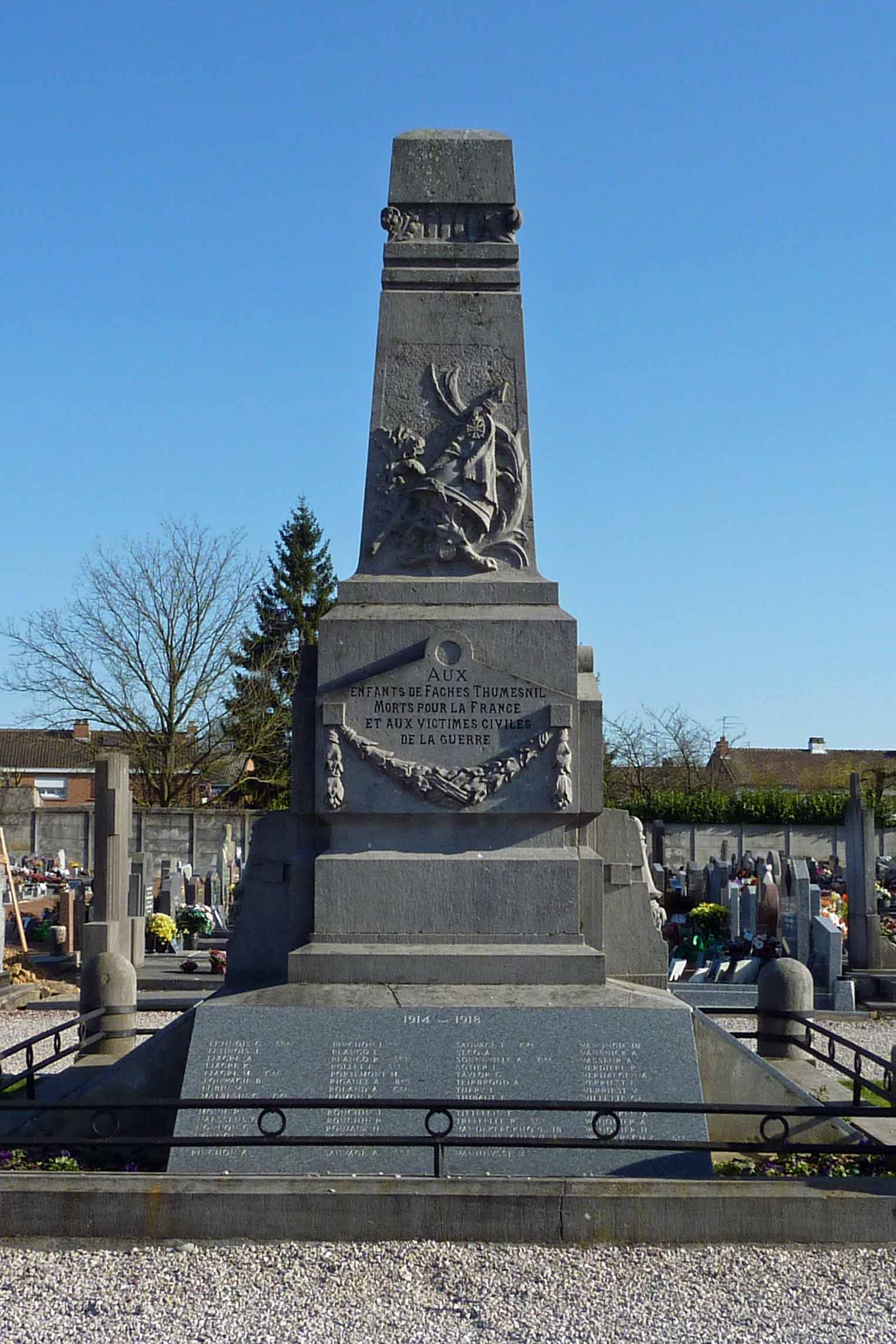
Gefallenendenkmal

## Städtepartnerschaften
Die Stadt unterhält Städtepartnerschaften mit
- Cattolica in der Emilia-Romagna, Italien, seit 1979
- Stolberg (Rheinland) in Nordrhein-Westfalen, seit 1989
- St Neots in Cambridgeshire, Großbritannien, seit 1990
- Naoussa (Imathia) in Zentralmakedonien, Griechenland
- Tinkaré in Mali, seit 1994

## Nachweise
1. ↑  Website der Stadt: Jumelages